# Estado Satara
El estado Satara fue un estado de Maratha en la India creado después de la caída de la Confederación Maratha en 1818 tras la Tercera Guerra Anglo-Maratha, y anexado por los británicos en 1849 utilizando la Doctrina del lapso. El estado estaba gobernado por la dinastía Bhonsle, descendientes de Shivaji, el fundador del reino Maratha.
El primer raja del estado fue Pratap Singh, quien fue instalado en el trono por los británicos después de que derrotaron a Peshwa Bajirao II en 1818. Pratap Singh fue depuesto en 1838. Su hermano, Shahaji, lo sucedió, pero murió sin un heredero natural en 1848. En ese momento, el gobierno de la Compañía de las Indias Orientales se negó a aceptar al hijo adoptivo de Shahaji como su sucesor bajo la Doctrina de caducidad de la compañía, una política introducida por el entonces Gobernador, Lord Dalhousie y absorbió el territorio en el creciente dominio británico.

## Territorio
El estado comprendía partes del actual estado de Maharastra —distrito de Satara y partes de los distritos de Pune, Sangli y Solapur— y una pequeña parte de Karnataka —parte del distrito de Bijapur.